# Melinnexis collaris
Melinnexis collaris är en ringmaskart som beskrevs av Hartman 1967. Melinnexis collaris ingår i släktet Melinnexis och familjen Ampharetidae. Inga underarter finns listade i Catalogue of Life.